# Horní Předměstí (Boskovice)
Horní Předměstí (německy Obere Vorstadt) je bývalé předměstí v Boskovicích v okrese Blansko. Pod názvem Boskovice Horní předměstí se do roku 1953 také jednalo o samostatné katastrální území.

## Historie
Horní Předměstí vzniklo jako jedno ze dvou předměstských osídlení středověkých Boskovic. Nacházelo se severně a východně od města. Až do 19. století jej tvořila oboustranná zástavba podél cest severním (dnešní ulice 17. listopadu a Havlíčkova) a východním směrem (dnešní ulice Sušilova a Dukelská). Na území Horního Předměstí, u ulice Havlíčkovy, se nachází gotický kostel Všech svatých s bývalým hřbitovem. Zástavba předměstí se částečně rozrostla v meziválečném období, za druhé světové války zde byl postaven evangelický kostel. V roce 1953 byla provedena rozsáhlá změna katastrálních území v Boskovicích: do té doby samostatné katastry Dolního a Horního Předměstí a židovského města byly sloučeny s katastrem historického jádra Boskovic; po této změně postupně místní název Dolního a Horního Předměstí zcela vymizel. Území Horní Předměstí bylo zastavováno za socialismu i na začátku 21. století.

## Galerie

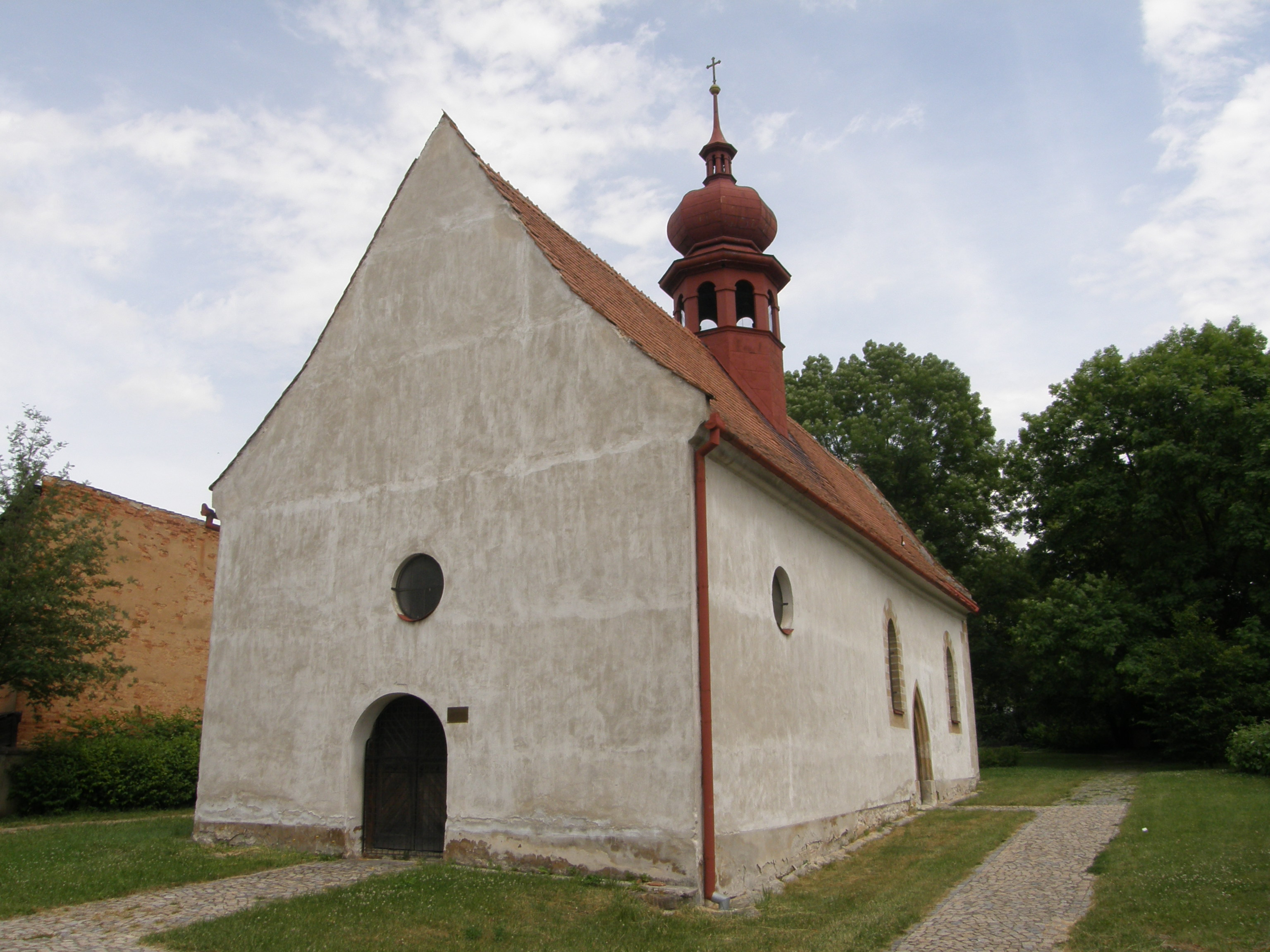
Kostel Všech svatých na bývalém Horním Předměstí
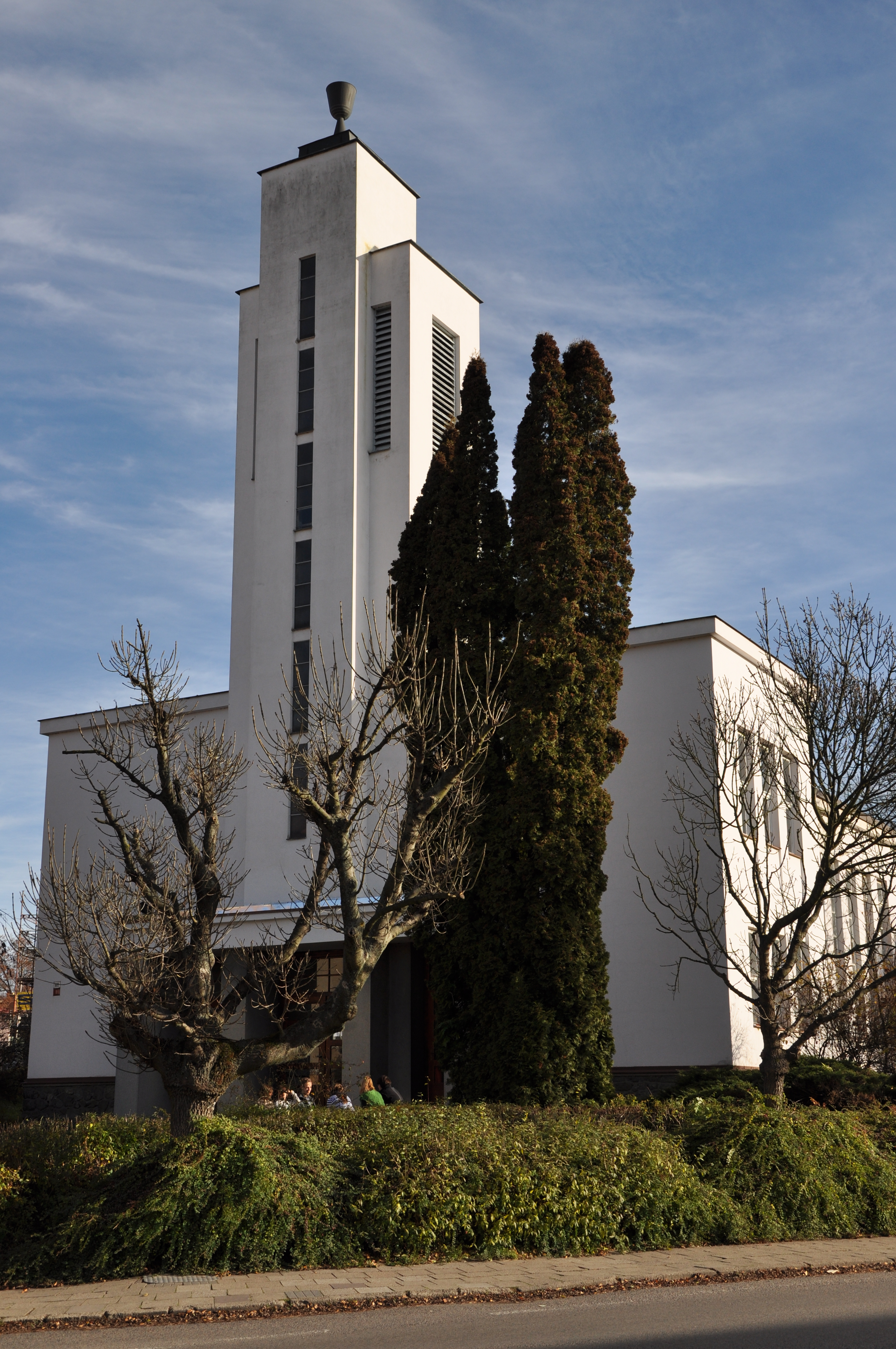
Konstruktivistický evangelický kostel